# باستیان دانکرت
باستیان دانکرت (انگلیسی: Bastian Dankert؛ زادهٔ ۹ ژوئن ۱۹۸۰) داور اهل آلمان است.
وی از جمله کمک داوران ویدئویی مسابقات جام جهانی فوتبال ۲۰۱۸ بود.